# Discografia di Big Sean
La discografia di Big Sean, rapper statunitense, è costituita da cinque album in studio, quattro mixtape e oltre sessanta singoli.

## Album

### Album in studio
| Anno | Titolo | Posizione massima | Posizione massima | Posizione massima | Posizione massima | Posizione massima | Posizione massima | Posizione massima | Posizione massima | Certificazioni    |
| Anno | Titolo | US                | AUS               | BEL               | CAN               | GER               | NZ                | SWI               | UK                | Certificazioni    |
| ---- | --- | ----------------- | ----------------- | ----------------- | ----------------- | ----------------- | ----------------- | ----------------- | ----------------- | ----------------- |
| 2011 | Finally Famous - Pubblicato: 28 giugno 2011 - Etichetta: GOOD Music, Def Jam - Formato: CD, LP, download digitale                 | 3                 | —                 | —                 | 20                | —                 | —                 | —                 | —                 | - USA: Platino    |
| 2013 | Hall of Fame - Pubblicato: 27 agosto 2013 - Etichetta: GOOD Music, Def Jam - Formato: CD, LP, download digitale                   | 3                 | —                 | 149               | 10                | —                 | —                 | —                 | 56                | - USA: Oro        |
| 2015 | Dark Sky Paradise - Pubblicato: 24 febbraio 2015 - Etichetta: GOOD Music, Def Jam - Formato: CD, LP, download digitale, streaming | 1                 | 28                | 88                | 5                 | 76                | 23                | 41                | 23                | - USA: 2× Platino |
| 2017 | I Decided - Pubblicato: 3 febbraio 2017 - Etichetta: GOOD Music, Def Jam - Etichetta: CD, LP, download digitale, streaming        | 1                 | 14                | 67                | 1                 | 62                | 12                | 39                | 12                | - USA: Platino    |
| 2020 | Detroit 2 - Pubblicato: 4 settembre 2020 - Etichetta: GOOD Music, Def Jam - Formato: CD, LP, download digitale, streaming         | 1                 | 22                | 59                | 3                 | —                 | 16                | 31                | 24                |                   |

### Album collaborativi
| Anno | Titolo | Posizione massima | Posizione massima | Posizione massima | Posizione massima | Posizione massima | Posizione massima | Posizione massima | Posizione massima | Certificazioni |
| Anno | Titolo | US                | AUS               | BEL               | CAN               | GER               | NZ                | SWI               | UK                | Certificazioni |
| ---- | --- | ----------------- | ----------------- | ----------------- | ----------------- | ----------------- | ----------------- | ----------------- | ----------------- | -------------- |
| 2016 | Twenty88 (con Jhené Aiko) - Pubblicato: 1 aprile 2016 - Etichetta: GOOD Music, Def Jam, ARTium - Formato: CD, download digitale                            | 5                 | 82                | —                 | 28                | —                 | —                 | —                 | —                 |                |
| 2017 | Double or Nothing (con Metro Boomin) - Pubblicato: 8 dicembre 2017 - Etichetta: GOOD Music, Def Jam, Republic Records - Formato: CD, LP, download digitale | 6                 | —                 | 106               | 15                | —                 | 1                 | —                 | 96                |                |

## Mixtape
| Anno | Titolo |
| ---- | --- |
| 2007 | Finally Famous Vol. 1: The Mixtape - Pubblicato: 24 novembre 2007 - Etichetta: GOOD Music, Def Jam - Formato: download digitale |
| 2009 | Finally Famous Vol. 2: UKNOWBIGSEAN - Pubblicato: 21 aprile 2009 - Etichetta: GOOD Music, Def Jam - Formato: download digitale  |
| 2010 | Finally Famous Vol. 3: BIG - Pubblicato: 31 agosto 2010 - Etichetta: GOOD Music, Def Jam - Formato: download digitale           |
| 2012 | Detroit - Pubblicato: 5 settembre 2012 - Etichetta: GOOD Music, Def Jam - Formato: CD, download digitale                        |

## Singoli

### Come artista principale
| Anno | Titolo                                                                          | Posizione massima | Posizione massima | Posizione massima | Posizione massima | Posizione massima | Certificazioni                                               | Album                      |
| Anno | Titolo                                                                          | US                | AUS               | CAN               | NZ                | UK                | Certificazioni                                               | Album                      |
| ---- | ------------------------------------------------------------------------------- | ----------------- | ----------------- | ----------------- | ----------------- | ----------------- | ------------------------------------------------------------ | -------------------------- |
| 2010 | What U Doin?                                                                    | —                 | —                 | —                 | —                 | —                 |                                                              | Finally Famous Vol. 3: BIG |
| 2011 | My Last (feat. Chris Brown)                                                     | 30                | —                 | —                 | —                 | —                 | - USA: Platino                                               | Finally Famous             |
| 2011 | Marvin & Chardonnay (feat. Kanye West e Roscoe Dash)                            | 32                | —                 | —                 | —                 | —                 | - USA: Platino                                               | Finally Famous             |
| 2011 | Dance (Ass) (feat. Nicki Minaj)                                                 | 10                | —                 | 69                | —                 | —                 | - USA: 4× Platino                                            | Finally Famous             |
| 2012 | Mercy (feat. Kanye West, Pusha T e 2 Chainz)                                    | 13                | 60                | 46                | —                 | 55                | - USA: 4× Platino                                            | Cruel Summer               |
| 2012 | Clique (feat. Jay-Z e Kanye West)                                               | 12                | 39                | 17                | —                 | 22                | - USA: 3× Platino - UK: Argento                              | Cruel Summer               |
| 2012 | Guap                                                                            | 71                | —                 | —                 | —                 | —                 | - USA: Platino                                               | Hall of Fame               |
| 2013 | Switch Up (feat. Common)                                                        | —                 | —                 | —                 | —                 | —                 |                                                              | Hall of Fame               |
| 2013 | Beware (feat. Lil Wayne e Jhené Aiko)                                           | 38                | —                 | —                 | —                 | 183               | - USA: 2× Platino                                            | Hall of Fame               |
| 2013 | Fire                                                                            | —                 | —                 | —                 | —                 | —                 |                                                              | Hall of Fame               |
| 2013 | Ashley (feat. Miguel)                                                           | —                 | —                 | —                 | —                 | —                 |                                                              | Hall of Fame               |
| 2014 | 10 2 10 - Remix (feat. Rick Ross e Travis Scott)                                | —                 | —                 | —                 | —                 | —                 |                                                              | /                          |
| 2014 | I Don't Fuck with You (feat. E-40)                                              | 11                | 47                | 35                | 25                | 67                | - USA: 6× Platino - AUS: Oro - CAN: 3× Platino - UK: Oro     | Dark Sky Paradise          |
| 2014 | Paradise                                                                        | 99                | —                 | —                 | —                 | —                 | - USA: Platino                                               | Dark Sky Paradise          |
| 2015 | Blessings (feat. Drake e Kanye West)                                            | 28                | —                 | 59                | —                 | 139               | - USA: 3× Platino - CAN: Platino - UK: Argento               | Dark Sky Paradise          |
| 2015 | One Man Can Change the World (feat. Kanye West e John Legend)                   | 82                | —                 | —                 | —                 | —                 | - USA: Platino                                               | Dark Sky Paradise          |
| 2015 | Play No Games (feat. Chris Brown e Ty Dolla Sign)                               | 84                | —                 | —                 | —                 | —                 | - USA: Platino                                               | Dark Sky Paradise          |
| 2016 | Champions (feat. Gucci Mane, 2 Chainz, Kanye West, Yo Gotti, Quavo e Desiigner) | 71                | —                 | —                 | —                 | 128               | - USA: Platino                                               | Cruel Winter               |
| 2016 | No More Interviews                                                              | —                 | —                 | —                 | —                 | —                 |                                                              | /                          |
| 2016 | Bounce Back                                                                     | 6                 | 52                | 17                | 28                | 67                | - USA: 5× Platino - AUS: Oro - CAN: 2× Platino - UK: Argento | I Decided                  |
| 2017 | Moves                                                                           | 38                | —                 | 46                | —                 | —                 | - USA: 2× Platino                                            | I Decided                  |
| 2017 | Jump Out the Window                                                             | 76                | —                 | 93                | —                 | —                 | - USA: Platino                                               | I Decided                  |
| 2017 | Pull Up n Wreck (feat. Metro Boomin e 21 Savage)                                | 80                | —                 | 83                | —                 | —                 |                                                              | Double or Nothing          |
| 2018 | So Good (feat. Metro Boomin e Kash Doll)                                        | —                 | —                 | —                 | —                 | —                 |                                                              | Double or Nothing          |
| 2019 | Overtime                                                                        | —                 | —                 | —                 | —                 | —                 |                                                              | /                          |
| 2019 | Single Again                                                                    | 64                | —                 | —                 | 25                | —                 | - USA: Oro                                                   | /                          |
| 2019 | Bezerk (feat. ASAP Ferg e Hit-Boy)                                              | 89                | —                 | 85                | 26                | —                 | - USA: Oro                                                   | /                          |
| 2020 | Deep Reverence (feat. Nipsey Hussle)                                            | 82                | —                 | —                 | —                 | —                 |                                                              | Detroit 2                  |
| 2020 | Wolves (feat. Post Malone)                                                      | 65                | —                 | 56                | —                 | —                 |                                                              | Detroit 2                  |

### Come artista ospite
| Anno | Titolo                                                                                 | Posizione massima | Posizione massima | Posizione massima | Posizione massima | Posizione massima | Posizione massima | Certificazioni                                       | Album                                             |
| Anno | Titolo                                                                                 | US                | AUS               | CAN               | IRL               | NLD               | UK                | Certificazioni                                       | Album                                             |
| ---- | -------------------------------------------------------------------------------------- | ----------------- | ----------------- | ----------------- | ----------------- | ----------------- | ----------------- | ---------------------------------------------------- | ------------------------------------------------- |
| 2010 | Fat Raps (con King Chip e Curren$y)                                                    | —                 | —                 | —                 | —                 | —                 | —                 |                                                      | The Cleveland Show                                |
| 2011 | My Closet (con SAYITAINTTONE)                                                          | —                 | —                 | —                 | —                 | —                 | —                 |                                                      | /                                                 |
| 2011 | Lay It on Me (con Kelly Rowland)                                                       | 9                 | —                 | —                 | —                 | —                 | 69                |                                                      | Here I Am                                         |
| 2012 | Already There (con John West)                                                          | —                 | —                 | —                 | —                 | —                 | —                 |                                                      | /                                                 |
| 2012 | Kiss It Bye Bye (con Aleesia)                                                          | —                 | —                 | —                 | —                 | —                 | —                 |                                                      | /                                                 |
| 2012 | Till I Die (con Chris Brown e Wiz Khalifa)                                             | —                 | —                 | —                 | —                 | —                 | —                 |                                                      | Fortune                                           |
| 2012 | Naked (con Kevin McCall)                                                               | —                 | —                 | —                 | —                 | —                 | —                 |                                                      | /                                                 |
| 2012 | My Homies Still (con Lil Wayne)                                                        | 38                | —                 | —                 | —                 | —                 | —                 | - USA: Platino                                       | I Am Not a Human Being II                         |
| 2012 | As Long as You Love Me (con Justin Bieber)                                             | 6                 | 8                 | 9                 | 38                | 33                | 22                | - USA: 4× Platino - AUS: Platino - UK: Argento       | Believe                                           |
| 2012 | Burn (con Meek Mill)                                                                   | —                 | —                 | —                 | —                 | —                 | —                 | - USA: Oro                                           | Dreamchasers 2                                    |
| 2013 | Show Out (con Juicy J e Jeezy)                                                         | 75                | —                 | —                 | —                 | —                 | —                 |                                                      | Stay Trippy                                       |
| 2013 | All That (Lady) (con The Game, Lil Wayne e Fabolous)                                   | —                 | —                 | —                 | —                 | —                 | —                 |                                                      | Jesus Piece                                       |
| 2013 | Wild (con Jessie J e Dizzee Rascal)                                                    | 4                 | 6                 | —                 | 23                | 63                | 5                 | - AUS: 2× Platino - UK: Oro                          | Alive                                             |
| 2013 | Sorry (con Naya Rivera)                                                                | —                 | —                 | —                 | 81                | —                 | 73                |                                                      | /                                                 |
| 2013 | Right There (con Ariana Grande)                                                        | 84                | 51                | —                 | —                 | —                 | 113               | - USA: Oro                                           | Yours Truly                                       |
| 2013 | All Me (con Drake e 2 Chainz)                                                          | 20                | —                 | 72                | —                 | —                 | 112               | - USA: 2× Platino - UK: Argento                      | Nothing Was the Same                              |
| 2013 | Top of the World (con Mike Posner)                                                     | —                 | —                 | —                 | —                 | —                 | —                 |                                                      | Pages                                             |
| 2014 | Memphis (con Justin Bieber)                                                            | —                 | —                 | —                 | —                 | —                 | —                 |                                                      | Journals                                          |
| 2014 | Diamonds (con Common)                                                                  | —                 | —                 | —                 | —                 | —                 | —                 |                                                      | Nobody's Smiling                                  |
| 2014 | Don't Play (con Travis Scott e The 1975)                                               | —                 | —                 | —                 | —                 | —                 | —                 |                                                      | Days Before Rodeo                                 |
| 2014 | Detroit vs. Everybody (con Eminem, Royce da 5'9", Danny Brown, Dej Loaf e Trick-Trick) | —                 | —                 | —                 | —                 | —                 | —                 |                                                      | Shady XV                                          |
| 2015 | Open Wide (con Calvin Harris)                                                          | —                 | 77                | —                 | 63                | —                 | 23                |                                                      | Motion                                            |
| 2015 | B Boy (con Meek Mill e ASAP Ferg)                                                      | —                 | —                 | —                 | —                 | —                 | —                 |                                                      | /                                                 |
| 2015 | How Many Times (con DJ Khaled, Chris Brown e Lil Wayne)                                | 68                | —                 | —                 | —                 | —                 | —                 | - USA: Oro                                           | I Changed A Lot                                   |
| 2015 | Fighting Shadows (con Jane Zhang)                                                      | —                 | —                 | —                 | —                 | —                 | —                 |                                                      | Terminator Genisys: Music from the Motion Picture |
| 2015 | Back Up (con Dej Loaf)                                                                 | 47                | —                 | —                 | —                 | —                 | —                 | - USA: Platino                                       | ...And See That's the Thing                       |
| 2016 | Holy Key (con DJ Khaled, Kendrick Lamar e Betty Wright)                                | 84                | 99                | —                 | —                 | —                 | —                 |                                                      | Major Key                                         |
| 2016 | Castro (con Yo Gotti, Kanye West, 2 Chainz e Quavo)                                    | —                 | —                 | —                 | —                 | —                 | —                 |                                                      | White Friday (CM9)                                |
| 2017 | I Think of You (con Jeremih e Chris Brown)                                             | —                 | —                 | —                 | —                 | —                 | —                 |                                                      | /                                                 |
| 2017 | Skateboard P (con MadeinTYO)                                                           | 6                 | —                 | —                 | —                 | —                 | —                 | - USA: Oro                                           | /                                                 |
| 2017 | Feels (con Calvin Harris, Katy Perry e Pharrell Williams)                              | 20                | 3                 | 32                | 17                | 62                | 1                 | - USA: 3× Platino - AUS: 3× Platino - UK: 2× Platino | Funk Wav Bounces Vol. 1                           |
| 2017 | Miracles (Someone Special) (con i Coldplay)                                            | —                 | —                 | —                 | 98                | 30                | 54                | - ITA: Oro                                           | Kaleidoscope EP                                   |
| 2018 | Alone (con Halsey e Stefflon Don)                                                      | 65                | —                 | —                 | —                 | —                 | —                 | - USA: Oro                                           | Hopeless Fountain Kingdom                         |
| 2018 | Big Bank (con YG, 2 Chainz e Nicki Minaj)                                              | 16                | —                 | 54                | —                 | —                 | —                 | - USA: 3× Platino                                    | Stay Dangerous                                    |
| 2019 | None of Your Concern (con Jhené Aiko e Ty Dolla Sign)                                  | 55                | —                 | —                 | —                 | —                 | —                 | - USA: Oro                                           | Chilombo                                          |
| 2020 | Timeless (con Benny the Butcher e Lil Wayne)                                           | —                 | —                 | —                 | —                 | —                 | —                 |                                                      | Burden of Proof                                   |
| 2020 | 4 Thangs (con Freddie Gibbs)                                                           | —                 | —                 | —                 | —                 | —                 | —                 |                                                      | /                                                 |
| 2020 | Way Out (con Jack Harlow)                                                              | —                 | —                 | —                 | —                 | —                 | —                 |                                                      | Thats What They All Say                           |

### Singoli promozionali
| Anno | Titolo                                                           | Posizione massima | Posizione massima | Posizione massima | Posizione massima | Posizione massima | Certificazioni | Album              |
| Anno | Titolo                                                           | US                | AUS               | CAN               | NZ                | UK                | Certificazioni | Album              |
| ---- | ---------------------------------------------------------------- | ----------------- | ----------------- | ----------------- | ----------------- | ----------------- | -------------- | ------------------ |
| 2010 | Whatever U Want (con Consequence, Kanye West, Common e Kid Cudi) | —                 | —                 | —                 | —                 | —                 |                | /                  |
| 2011 | What Goes Around                                                 | —                 | —                 | —                 | —                 | —                 |                | Finally Famous     |
| 2011 | So Much More                                                     | —                 | —                 | —                 | —                 | —                 |                | Finally Famous     |
| 2011 | What Yo Name Iz? (con Kirko Bangz, Wale e Bun B)                 | —                 | —                 | —                 | —                 | —                 |                | /                  |
| 2011 | My Own Planet (con Royce da 5'9")                                | —                 | —                 | —                 | —                 | —                 |                | Street Hop         |
| 2011 | Oh My (Remix) (con DJ Drama, Trey Songz e 2 Chainz)              | —                 | —                 | —                 | —                 | —                 |                | Third Power        |
| 2013 | Control (feat. Kendrick Lamar e Jay Electronica)                 | —                 | —                 | —                 | —                 | —                 |                | /                  |
| 2013 | Who I Am (con Pusha T e 2 Chainz)                                | —                 | —                 | —                 | —                 | —                 |                | My Name Is My Name |
| 2014 | Best Mistake (con Ariana Grande)                                 | 49                | 45                | 39                | 29                | 154               |                | My Everything      |
| 2014 | Alright (con Logic)                                              | —                 | —                 | —                 | —                 | —                 | - USA: Platino | Under Pressure     |
| 2015 | Win Some, Lose Some                                              | —                 | —                 | —                 | —                 | —                 |                | Dark Sky Paradise  |
| 2015 | One of Them (con G-Eazy)                                         | —                 | —                 | —                 | —                 | —                 |                | When It's Dark Out |
| 2017 | Halfway Off the Balcony                                          | 74                | —                 | 70                | —                 | —                 | - USA: Oro     | I Decided          |
| 2020 | Harder Than My Demons                                            | —                 | —                 | —                 | —                 | —                 |                | Detroit 2          |

## Altre apparizioni
| Titolo                        | Anno | Altri artisti                                                                  | Album                                 |
| ----------------------------- | ---- | ------------------------------------------------------------------------------ | ------------------------------------- |
| Teriya-King                   | 2009 | Teriyaki Boyz, Kanye West                                                      | Serious Japanese                      |
| Paranoid (Remix)              | 2009 | Kanye West, Mr Hudson                                                          | /                                     |
| Cooler than Me                | 2009 | Mike Posner                                                                    | A Matter of Time                      |
| Who Knows?                    | 2009 | Mike Posner                                                                    | A Matter of Time                      |
| Smoke & Drive                 | 2009 | Mike Posner, Donnis, Jackie Chain                                              | A Matter of Time                      |
| Speed of Sound                | 2009 | Mike Posner                                                                    | One Foot Out the Door                 |
| Bring Me Down                 | 2009 | Mike Posner, Freddie Gibbs                                                     | One Foot Out the Door                 |
| Loser                         | 2009 | DJ Yoda, Tommy Lee, Lil Wayne, Spark Dawg, Joell Ortiz, Sum 41                 | /                                     |
| My Own Planet (Remix)         | 2009 | Royce da 5'9"                                                                  | Street Hop                            |
| Poed Up                       | 2009 | Fly Union                                                                      | Value Pack 1                          |
| #1                            | 2009 | Ro Spit, CurT@!n$, Bun B                                                       | The Oh S#!t Project                   |
| Life vs. Livin'               | 2009 | XV                                                                             | Everybody's Nobody                    |
| Before She Said Hi            | 2009 | Mario                                                                          | D.N.A.                                |
| I'm on It                     | 2010 | French Montana, Wiz Khalifa, Nipsey Hussle                                     | Mac & Cheese 2                        |
| Good Friday                   | 2010 | Kanye West, Kid Cudi, Pusha T, Common, Charlie Wilson                          | GOOD Fridays                          |
| Don't Look Down               | 2010 | Kanye West, Lupe Fiasco, Mos Def                                               | GOOD Fridays                          |
| Looking for Trouble           | 2010 | Kanye West, Pusha T, Cyhi the Prynce, J. Cole                                  | GOOD Fridays                          |
| Christmas in Harlem           | 2010 | Kanye West, Cam'ron, Jim Jones, Vado, Cyhi the Prynce, Teyana Taylor, Pusha T  | GOOD Fridays                          |
| See Me Now                    | 2010 | Kanye West, Beyoncé, Charlie Wilson                                            | My Beautiful Dark Twisted Fantasy     |
| All of the Lights (Remix)     | 2011 | Kanye West, Lil Wayne, Drake                                                   | /                                     |
| Big Nut Bust                  | 2011 | Travis Barker                                                                  | Let the Drummer Get Wicked            |
| Woopty Doo                    | 2011 | Cyhi the Prynce                                                                | Royal Flush II                        |
| GangBang                      | 2011 | Wiz Khalifa                                                                    | Cabin Fever                           |
| Oh My (Remix)                 | 2011 | DJ Drama, Trey Songz, 2 Chainz                                                 | Third Power                           |
| Paper, Scissors, Rock         | 2011 | Chris Brown, Timbaland                                                         | F.A.M.E.                              |
| Ghetto                        | 2011 | The Dream                                                                      | 1977                                  |
| I Don't Care                  | 2011 | New Boyz                                                                       | Too Cool to Care                      |
| Future                        | 2011 | DJ Khaled, Ace Hood, Meek Mill, Wale, Vado                                     | We the Best Forever                   |
| Love Money                    | 2011 |                                                                                | The Last Crown                        |
| K.O.                          | 2011 | 2 Chainz                                                                       | T.R.U. REALigion                      |
| Slight Work                   | 2011 | Wale                                                                           | Ambition                              |
| Lucky Cunt                    | 2011 | Tinie Tempah                                                                   | Happy Birthday                        |
| Sidity                        | 2011 | Roscoe Dash                                                                    | J.U.I.C.E.                            |
| Fireworkz (Remix)             | 2011 | Tyrese, T.I., Busta Rhymes                                                     | /                                     |
| Go Girl                       | 2012 | Yo Gotti, Big K.R.I.T., Wiz Khalifa, Wale                                      | Live from the Kitchen                 |
| I'm Gone                      | 2012 | Tyga                                                                           | Careless World: Rise of the Last King |
| Take U Home                   | 2012 | Meek Mill, Wale                                                                | Dreamchasers 2                        |
| Brought Out Them Racks        | 2012 | Gucci Mane                                                                     | I'm Up                                |
| I'm Out There (Remix)         | 2012 | Dusty McFly, Danny Brown, Peezy, Boldy James                                   | Buffies & Benihanas II                |
| 100 Bottles                   | 2012 | Cyhi the Prynce, Chris Brown                                                   | Ivy League Club                       |
| Option                        | 2012 | Hit-Boy                                                                        | HITstory                              |
| I'm So Blessed                | 2012 | DJ Khaled, Wiz Khalifa, Ace Hood, T-Pain                                       | Kiss the Ring                         |
| Mary                          | 2012 | 2AM Club, Dev                                                                  | /                                     |
| Don't Like                    | 2012 | Kanye West, Chief Keef, Pusha T, Jadakiss                                      | Cruel Summer                          |
| The One                       | 2012 | Kanye West, Wiz Khalifa, Marsha Ambrosius                                      | Cruel Summer                          |
| On Deck                       | 2012 | Earlly Mac, Juicy J                                                            | Lord n Taylor                         |
| The Mighty Fall               | 2013 | Fall Out Boy                                                                   | Save Rock and Roll                    |
| Ol' Skool Pontiac             | 2013 | Jeremih, Paul Wall                                                             | /                                     |
| Pussy                         | 2013 | The-Dream, Pusha T                                                             | IV Play                               |
| Blame It On the Money         | 2013 | D'banj, Snoop Dogg                                                             | D'Kings Men                           |
| Back from the Dead            | 2013 | Skylar Grey, Travis Barker                                                     | Don't Look Down                       |
| Love Money Party              | 2013 | Miley Cyrus                                                                    | Bangerz                               |
| Who I Am                      | 2013 | Pusha T, 2 Chainz                                                              | My Name Is My Name                    |
| You Don't Want These Problems | 2013 | DJ Khaled, Rick Ross, French Montana, 2 Chainz, Meek Mill, Ace Hood, Timbaland | Suffering from Success                |
| Shape                         | 2013 | Tinie Tempah                                                                   | Demonstration                         |
| Sanctified                    | 2014 | Rick Ross, Kanye West                                                          | Mastermind                            |
| Maps (Remix)                  | 2014 | Maroon 5, Reflex                                                               | V                                     |
| Diamonds                      | 2014 | Common                                                                         | Nobody's Smiling                      |
| Best Mistake                  | 2014 | Ariana Grande                                                                  | My Everything                         |
| Face Down                     | 2014 | Mustard, Boosie Badazz, Lil Wayne, YG                                          | 10 Summers                            |
| Intro                         | 2014 | Ty Dolla Sign                                                                  | $ign Language                         |
| Matimba (Remix)               | 2014 | Claudia Leitte, MC Giumê                                                       | Sette                                 |
| Come Away (Remix)             | 2014 | Elijah Blake                                                                   | /                                     |
| Kingpin                       | 2014 | RL Grime                                                                       | /                                     |
| Ja-Rule                       | 2014 | ASAP Ferg                                                                      | Ferg Forever                          |
| Y.N.O.                        | 2015 | Rae Sremmurd                                                                   | SremmLife                             |
| No Pressure                   | 2015 | Justin Bieber                                                                  | Purpose                               |
| Do It Again                   | 2015 | Earlly Mac                                                                     | /                                     |
| Tangerine                     | 2015 | Miley Cyrus                                                                    | Miley Cyrus & Her Dead Petz           |
| Workin (Remix)                | 2015 | Sean Combs, Travis Scott                                                       | MMM                                   |
| One of Them                   | 2015 | G-Eazy                                                                         | When It's Dark Out                    |
| Royalty                       | 2015 | Jeremih, Future                                                                | Late Nights                           |
| Men of the City               | 2016 | French Montana, Travis Scott                                                   | Wave Gods                             |
| Buried in Detroit             | 2016 | Mike Posner                                                                    | At Night, Alone.                      |
| Good Girls                    | 2016 | Nick Jonas                                                                     | Last Year Was Complicated             |
| World Is Mine                 | 2016 | ASAP Ferg                                                                      | Alwayd Strive and Prosper             |
| Work for It                   | 2016 | DJ Khaled, Gucci Mane, 2 Chainz                                                | Major Key                             |
| Light It Up                   | 2016 | Kevin Hart, 2 Chainz                                                           | Kevin Hart: What Now?                 |
| On the Come Up                | 2017 | Mike Will Made It                                                              | Ransom 2                              |
| Down (Remix)                  | 2017 | Marian Hill                                                                    | Act One (The Complete Collection)     |
| On Everything                 | 2017 | DJ Khaled, Travis Scott, Rick Ross                                             | Grateful                              |
| Frat Rules                    | 2017 | ASAP Mob, ASAP Rocky, Playboi Carti                                            | Cozy Tapes vol. 2: Too Cozy           |
| Moments                       | 2017 | Jhené Aiko                                                                     | Trip                                  |
| OLLA (Only Lovers Left Alive) | 2017 | Jhené Aiko                                                                     | Trip                                  |
| Changed                       | 2017 | Gucci Mane                                                                     | Mr. Davis                             |
| Wassup                        | 2018 | Logic                                                                          | Bobby Tarantino II                    |
| Aries (YouGo) Part 2          | 2018 | Mike Will Made It, Pharrell Williams, Quavo, Rae Sremmurd                      | /                                     |
| Momma                         | 2018 | Fat Joe, Dre                                                                   | /                                     |
| Balance                       | 2019 | Icewear Vezzo                                                                  | /                                     |
| Two Cups                      | 2019 | Rich the Kid, Offset                                                           | The World Is Yours 2                  |
| Jealous                       | 2019 | DJ Khaled, Lil Wayne, Chris Brown                                              | Father of Asahd                       |
| Thank You                     | 2019 | DJ Khaled                                                                      | Father of Asahd                       |
| Ready Set                     | 2019 | Kash Doll                                                                      | Stacked                               |
| I Do It                       | 2020 | Lil Wayne, Lil Baby                                                            | Funeral                               |
| Shoot It Up                   | 2020 | Teyana Taylor                                                                  | The Album                             |
| Trenches                      | 2020 | Tee Grizzley                                                                   | The Smartest                          |
| Replace Me                    | 2020 | Nas, Don Toliver                                                               | King's Disease                        |
| Tyrone 2021                   | 2020 | Ty Dolla Sign                                                                  | Featuring Ty Dolla Sign               |
| Moonlight                     | 2020 | NLE Choppa                                                                     | From Light to Dark                    |
| Go Crazy                      | 2020 | Megan Thee Stallion, 2 Chainz                                                  | Good News                             |
| IDK                           | 2020 | Dej Loaf                                                                       | Sell Sole II                          |